# Phitsanulok (biệt thự)
Biệt thự Phitsanulok (tiếng Thái: บ้านพิษณุโลก) hoặc ngôi nhà Banthomsinth trước đây (tiếng Thái: บ้านบรรทมสินธุ์ ngôi nhà ngủ của Narayana)  là nơi trú ngụ chính thức của Thủ tướng Thái Lan, không xa về phía đông từ nhà chính phủ ở Dusit, Bangkok. Biệt thự được xây dựng theo lệnh của vua Rama VI và được cung cấp cho phụ tá trại của ông, Phraya Aniruth-deva.(พระยาอนิรุทธเทวา)
Chi phí bảo trì cao buộc chúa tể Aniruth-deva phải cung cấp dinh thự cho Vua Rama VII mà ông ta từ chối. Trong Thế chiến thứ hai, chính phủ Nhật Bản muốn mua biệt thự và sử dụng nó như một đại sứ quán. Tuy nhiên, vì biệt thự nằm trong một khu vực chiến lược quan trọng như vậy, chính phủ Thái Lan đã quyết định mua biệt thự và sử dụng nó làm nhà nghỉ của nhà nước. Sau đó đã được quyết định rằng nó sẽ trở thành một nơi trú ngụ chính thức.
Chỉ có hai Thủ tướng, Prem Tinsulanonda và Chuan Leekpai, đã cư trú ở đó và cả hai chỉ cư trú trong vài ngày trước khi chuyển đến các cơ sở khác. Ngôi nhà được cho là bị ám ảnh.

## Reference
1. ↑  "Chuan takes a home with haunting history". The Nation. ngày 4 tháng 4 năm 1993.